# Vuelo de la muerte (método)
El vuelo de la muerte es un método de exterminio consistente en arrojar personas desde una aeronave en vuelo.

## Procedimiento
Primero, los perpetradores decían a los detenidos que serían trasladados a otro lugar de cautiverio. Luego, sedaban a los detenidos antes de iniciar el vuelo. Generalmente de noche, los aviones arrojaban a las víctimas al vacío en espacios marítimos o cauces de ríos.

## Historia

### Argentina
El método fue utilizado en 1975 por la Armada Argentina durante el terrorismo de Estado desatado en el país. El objetivo era la eliminación física de la persona, ya que, según los perpetradores, sin cadáver no había evidencia; y sin evidencia, no había delito. Desde los tiempos de la dictadura en Argentina de 1976-1983, se sabía sobre la existencia de vuelos de la muerte. Luego, diversos testimonios de militares y sobrevivientes de la represión la denunciaron. El militar argentino Adolfo Scilingo señaló al presidente del Centro de Estudios Legales y Sociales Horacio Verbitsky que, antes del golpe de Estado en Argentina de 1976, el comandante de Operaciones Navales Luis María Mendía anunció a sus subordinados que la Armada Argentina utilizaría al vuelo de la muerte como un método «cristiano» de muerte en la autodenominada «lucha contra la subversión».
En 2005, la Fuerza Aérea Uruguaya reconoció haber arrojado prisioneros capturados en Argentina, al menos dos veces.

### Chile
En 2012, la justicia chilena confirmó que las Fuerzas Armadas de Chile habían ejecutado la práctica de arrojar personas vivas al agua durante la dictadura iniciada en 1973.

### México
En el informe del Mecanismo de Esclarecimiento Histórico (MEH), parte de la Comisión para el Acceso a la Verdad, el Esclarecimiento Histórico y el Impulso a la Justicia de las violaciones graves a los derechos humanos cometidas de 1965 a 1990, conocida como Comisión para el Acceso a la Verdad de la Guerra Sucia se detalla esta práctica en la cual se realizaron vuelos clandestinos con el objetivo de arrojar al mar, ríos o lagos, a personas detenidas desaparecidas en centros clandestinos de detención en unidades militares, sin dejar rastro ni evidencia de lo ocurrido.